# Севінешть (Пояна-Теюлуй, Нямц)
Севінешть, Севінешті (рум. Săvinești) — село у повіті Нямц в Румунії. Входить до складу комуни Пояна-Теюлуй.
Село розташоване на відстані 300 км на північ від Бухареста, 43 км на північний захід від П'ятра-Нямца, 128 км на захід від Ясс.

## Населення
За даними перепису населення 2002 року у селі проживали 319 осіб, усі — румуни. Усі жителі села рідною мовою назвали румунську.